# Kamienica przy ul. Floriańskiej 42 w Krakowie
Kamienica przy ulicy Floriańskiej 42 w Krakowie, Kamienica „Pod Białym Orłem” – zabytkowa kamienica zaadaptowana na pięciogwiazdkowy Hotel Polski. Położona w ścisłym centrum Krakowa przy ulicy Floriańskiej 42. 8 marca 1966 roku została wpisana do rejestru zabytków nieruchomych.

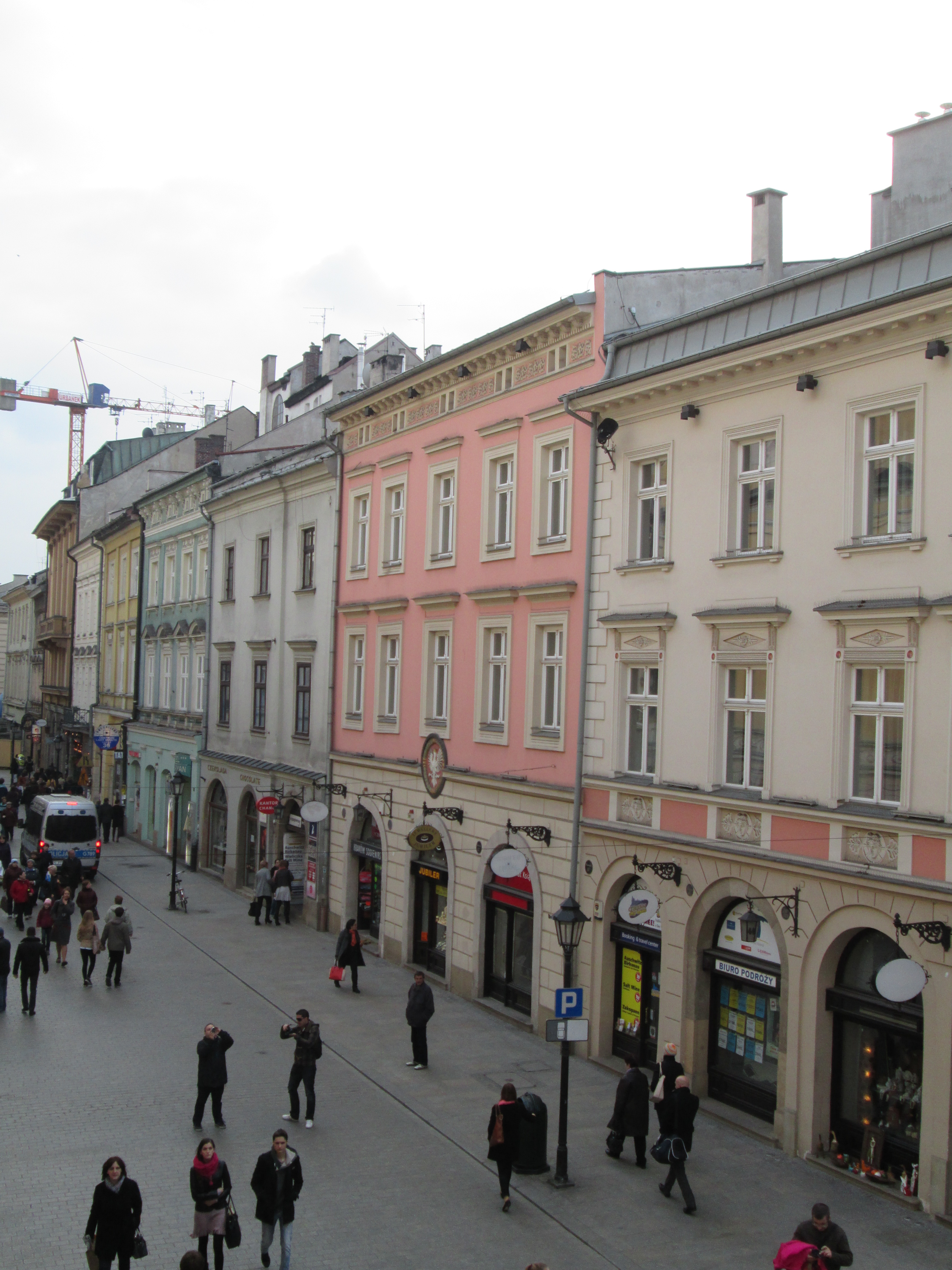
Kamienica „Pod Białym Orłem” wraz z innymi kamienicami przy ulicy Floriańskiej

Kamienica ta na początku swojego istnienia w XIV wieku była własnością Macieja Kossowicza, który wydzierżawił ją w 1825 roku, Franciszkowi Staniszewskiemu z przeznaczeniem na oberżę. Staniszewski wkrótce kamienicę zakupił i urządził w niej zajazd. W XIX wieku zajazd został rozbudowany wzdłuż murów w stronę ulicy św. Jana i zmienił nazwę na „Hotel Polski”. W kamienicy tej 5 lutego 1879 został aresztowany Ludwik Waryński, twórca pierwszej polskiej partii rewolucyjnej „Proletariat”.
8 marca 1966 roku została wpisana do rejestru zabytków nieruchomych, a później także do gminnej ewidencji zabytków.

## Położenie i otoczenie
Kamienica „Pod Białym Orłem” położona jest na terenie Dzielnicy I Stare Miasto, przy ulicy Floriańskiej 42 przy zakręcie z ulicą Pijarską. Jest to obszar zabudowy śródmiejskiej Krakowa, strefy centralnej, gęsto wypełnionej tkanką miejską, charakteryzującej się przede wszystkim zabudową historyczną.